# Православие в Узбекистане
Православие в Узбекистане — религия заметного меньшинства (около 4% на 2015 год, с тенденцией к снижению в связи с эмиграцией русских и других славян) населения страны, бывшей до 1991 года в составе СССР, а ранее Российской империи, с преобладающим мусульманским большинством. На православных христиан на территории Узбекистана, по Конституции светского государства, простирается церковная юрисдикция Русской православной церкви (Московский патриархат), имеющей на территории республики Ташкентскую и Узбекистанскую епархию. Последняя с 2011 года входит в состав Среднеазиатского митрополичьего округа Русской православной церкви.

## История
Начало возникновение христианства в Средней Азии по преданию связывают с именами апостолов Фомы и Андрея Первозванного, которые, как считается, проповедовали на этой территории. Сведения об этом содержатся в житиях этих апостолов, а также косвенным подтверждением может служить тот факт, что христианские общины в Индии до новейших времен носят названия — «христиан апостола Фомы».
Также предание сохранило сведения о почитании еще со времен вавилонского плена целой общиной иудеев могилы ветхозаветного Патриарха Иова Многострадального, которая находилась в Ургенче. До современных времен на территории Узбекистана существует почитаемых как христианами, так и мусульманами «родники Иова», самый известный из которых находится в Бухаре. Предание о том, что именно Хорезм был местом жития праведного Иова Многострадального, косвенно подтверждается предположениями ученых о единстве древнейшего Хорезма с месопотамской цивилизацией Ур (Шумера и Аккада).
После того, как христианство было принято Римскими Императорами и стало официальной государственной религией, в Персии началось гонение на христиан, что и привело их к переселению в Центрально-Азиатский регион. Уже с 334 года упоминается христианский епископ в Мерве.
Начиная с V века, после того, как большинство христиан из персов приняли несторианство и разорвали свои отношения с Константинополем, несториане становятся основными распространителями христианства в Средней Азии. Православными оставалось Хорезмийское (Хвалисское) архиепископство, входившее в состав Антиохийского Патриархата.
После завоевания Среднеазиатского региона арабами, начиная с VIII века наибольшее распространение в регионе приобретает ислам. Несторианскому католикосу удалось стать придворным халифа и основать свою резиденцию в Багдаде. При содействии властей несториане сумели объединиться с яковитами и организовать крупную церковную общину в регионе.
Дальнейшее распространение ислама и буддизма в XIV веке и начавшиеся гонения на христиан в регионе, привели к постепенному прекращению деятельности как несторианских, так и других христианских общин.
Новое появление христианских общин начинается только с XIX века. К концу 1840-х годов в регионе начинают появляться первые русские поселенцы, в основном из сибирских казаков. Они начинают основывать станицы и создавать первые постоянные православные храмы. Первый такой храм был построен в станице Копальской (ныне город Копал) в 1850 году. Осуществлявшаяся после аннексии региона Россией (1867) переселенческая программа, которая обеспечивала переезд из центральной части России в Туркестан русских крестьянских семей для освоения пустующих земель, привела к тому, что к 1897 году русское население в регионе уже составляло почти 10 %.
В выстроенных русскими укреплениях, возникающих русских пригородах местных городов, казачьих станицах создавались православные приходы: В 1860-х годах — городские в Ташкенте, Джизаке, Самарканде, Чимкенте, а также ряд в совсем небольших поселках и станицах. В 1871 году был учрежден приход и основан храм при Ташкентском госпитале. В 1950-х гг. архиепископом Ермогеном (Голубевым) этот скромный храм был расширен и перестроен в современный Успенский собор.
Самостоятельная епархия в российской Средней Азии (на территории Туркестанского генерал-губернаторства России) появилась 4 мая 1871 года, когда императорским указом было утверждено решение об открытии Ташкентской и Туркестанской епархии. По настоянию туркестанского генерал-губернатора Кауфмана, архиерейская кафедра вплоть до 1916 года располагалась не в Ташкенте, а в г. Верном.

## Ташкентская и Узбекистанская епархия
Территория Узбекистана входит в Ташкентскую и Узбекистанскую епархию Среднеазиатского митрополичьего округа Русской Православной Церкви (МП). До 2011 года епархия с центром в Ташкенте (Ташкентская и Среднеазиатская) включала также Таджикистан и Киргизию, где ныне существуют отдельные епархии: Душанбинская и Таджикистанская епархия, Бишкекская и Кыргызстанская епархия; а до 2007 года также и Туркмению. С 2007 года православные в Туркмении объединены в Патриаршее благочиние приходов Русской православной церкви в Туркмении.
С июля 2011 года правящий архиерей Ташкентской епархии — митрополит Викентий (Морарь). Епархия состоит из 5 благочиний и 35 приходов, покрывающих всю территорию Республики Узбекистан и включает в себя более 50 храмов и молельных домов. Кафедральный собор — Успенский в Ташкенте.
На территории епархии выпускается православный журнал «Восток свыше», газета «Слово жизни».
На территории епархии находятся: мужской Свято-Троице-Георгиевский монастырь (г. Чирчик) и женский Свято-Троице-Никольский монастырь (г.Ташкент).
В Ташкенте с 1996 года работает Ташкентская духовная семинария — высшее духовное учебное заведение Русской православной церкви, готовящее священно- и церковнослужителей. Действуют пастырско-богословское и катехизаторское (женское) отделения.